# Francisco Torrealba
Pour les articles homonymes, voir Torrealba.
Francisco Torrealba est un homme politique vénézuélien, originaire de l'État de Portuguesa, élu député à l'Assemblée nationale du Venezuela en 2016. Ayant précédemment détenu le même portefeuille de janvier à juin 2017, il est l'actuel ministre vénézuélien du Processus social du travail depuis le 16 mai 2022.